# Leptacis puncticeps
Leptacis puncticeps är en stekelart som beskrevs av William Harris Ashmead 1893. Leptacis puncticeps ingår i släktet Leptacis och familjen gallmyggesteklar. Inga underarter finns listade i Catalogue of Life.